# Тараз
Тара́з (каз. Тараз, рос. Тараз; за радянських часів — Джамбул) — місто в Казахстані, адміністративний центр Жамбильської області. Розташоване на півдні Казахстану, поблизу кордону з Киргизстаном, на лівому березі річки Талас. Засноване в V столітті.

## Населення
Населення — 418368 осіб (2021; 320634 у 2009, 330125 у 1999, 306715 у 1989).

## Історія
Тараз заснований у V столітті, знаходився на Великому шовковому шляху між Європою та Китаєм. У VII і IX століттях був під контролем арабів, в XI столітті був столицею Краханської імперії, столицею якої також була Бухара. У XIII столітті місто зруйнували монголи під керівництвом Чингісхана.
Відбудоване через 600 років Кокандським ханством як прикордонна фортеця, Тараз увійшов до царської Росії у 1864 році. Місто називалось Ауліє-Ата (Святий батько) до 1936 року, Мірзоян до 1938. 1938 року було перейменоване на Джамбул на честь казахського поета Джамбула Джабаєва. У 1997 році місту повернули стару назву.
2024 року у місті було утворено 2 міських райони:
- №1 площею 145,36 км²
- №2 площею 171,58 км²

## Економіка
Тараз розташований на Туркестано-Сибірській залізниці. Економіка міста представлена в основному сільським господарством (виробництво бавовни).
Залізничний вузол. Хімічна, машинобудівна, харчова промисловість.

## Пам’ятки
- мавзолей Карахана (11 століття);
- мавзолей Шаман-Сура (13 століття);
- мавзолей Тек-Турмаса (14 століття).

## Відомі особистості
- Ніязбеков Шакен Онласинович (1938—2014) — казахський художник, автор сучасного прапора Казахстану
- Мондрус Лариса Ізраїлівна (* 1943) — співачка і акторка, зірка естради і телебачення СРСР
- Бінкевич Олексій Станіславович (* 1943) — український поет.